# Давід Пех
Давід Пех (чеськ. David Pech, нар. 22 лютого 2002, Брандіс-над-Лабою-Стара-Болеслав) — чеський футболіст, півзахисник клубу «Славія» та молодіжної збірної Чехії. На умовах оренди грає за празьку «Дуклу». 
Виступав, зокрема, за клуб «Млада Болеслав». Володар Кубка Чехії.

## Клубна кар'єра
Народився 2002 року в місті Брандіс-над-Лабою-Стара-Болеслав. Вихованець юнацьких команд футбольних клубів «Брандіс-над-Лабем», «Запи» і «Млада Болеслав». У дорослому футболі дебютував 2018 року виступами за головну команду клубу «Млада Болеслав», в якій грав до кінця 2022 року, взявши участь у 32 матчах чемпіонату.
На початку 2023 року Давід Пех став гравцем клубу «Славія». У складі празької команди у цьому ж році став володарем Кубка Чехії.

## Виступи за збірні
Давід Пех з 2017 року грав у складі юнацької збірної Чехії, загалом на юнацькому рівні взяв участь у 22 іграх, відзначившись 4 забитими голами.
З 2022 року залучався до складу молодіжної збірної Чехії. На молодіжному рівні зіграв у п'ятьох матчах. У складі молодіжної збірної брав участь у молодіжному чемпіонаті Європи 2023 року, на якому чеська молодіжка не змогла вийти з групи.

## Титули і досягнення
- Володар Кубка Чехії (1):

«Славія»: 2022–2023